# 莲花滩乡 (河口县)
莲花滩乡，是中华人民共和国云南省红河哈尼族彝族自治州河口瑶族自治县下辖的一个乡镇级行政单位。

## 行政区划
莲花滩乡下辖以下地区：
石板寨村、中岭岗村、干龙井村、嘎马村、地谷白村和莲花滩村。